# Amboog-A-Lard
Amboog-A-Lard fue una banda de música heavy metal originaria de Florida. Formada en 1987, la banda auguraba un gran éxito hasta su eventual desintegración a partir de 1996. Su miembro más destacado es Jeordie White, guitarrista y fundador de Goon Moon y bajista de bandas como A Perfect Circle,  Nine Inch Nails y Marilyn Manson, también conocido como Twiggy Ramirez, dejó la banda en plena crisis para integrarse a Marilyn Manson como bajista. 

## Historia
Amboog-A-Lard fue creada en 1987 como una banda de garaje por Dan Fontana, George Kokkoris y Barry Alpert. El grupo practicaba en el garaje de la casa de Kokkoris, tuvo su primer concierto público en 1989 en Hallandale, Florida, posteriormente Jeordie White y Shawn Rogers se incorporaron a la banda. 
En los siguientes dos años ganaron cierta notoriedad en Florida llegando a abrir conciertos a bandas de la talla de Anthrax, Exodus y The Ramones entre muchas otras. En 1990 Shawn Rogers toma el cargo definitivo de vocalista de la agrupación. La banda grabó su primer demo profesional. Ese mismo año se integra a la banda Chad Steinhart en el puesto del teclado. Amboog-A-Lard tuvo su primera aparición importante en el primer festival anual South Florida Slammie Awards. Jeordie White ganó un premio por el mejor guitarrista rítmico. En 1993 la banda graba su primer y único álbum titulado A New Hope. Este logro pasaría al olvido tras la marcha de la banda de Jeordie White  en diciembre de ese año para integrarse a Marilyn Manson. La salida del mayor talento de la banda redujo los esfuerzos creativos de la banda y para 1996 Amboog-A-Lard sería desarmada por su único miembro original, Dan Fontana.

## Miembros
- Dan Fontana - guitarras, voz (1987-1996).
- George Kokkoris - batería, voz secundaria (1987-1993).
- Barry Alpert - bajos, voz secundaria (1987-1992).
- Jeordie White - guitarra rítmica, bajo, voz secundaria(1989-1993/4).
- Shawn Rogers - voz (1989-1990).
- Jon Somerlade - batería (1993 - 1996).
- Chad Steinhart - teclados (1992 - 1996).
- Bob Franquiz - bajo, voz secundaria (1993-1994).

- Datos: Q458357